# Jennifer Aniston
Jennifer Joanna Aniston (Los Angeles; 1969. február 11. –) Golden Globe- és Emmy-díjas amerikai színésznő, filmproducer és üzletasszony.
John Aniston és Nancy Dow színészek gyermekeként első, stáblistán nem feltüntetett statisztaszerepe 1987-ben volt a Mac, a földönkívüli barát című sci-fi vígjátékban. Nagyobb szerepet elsőként az 1993-as Gyilkos kobold című horror-vígjátékban kapott. Az 1990-es évek elejétől karrierje beindult és Aniston a hollywoodi filmgyártás egyik legjobban fizetett színésznője lett.
Nemzetközi hírnévre a Jóbarátok (1994–2004) című szituációs komédia Rachel Greenjeként tett szert. Alakítását Primetime Emmy-, Golden Globe- és Screen Actors Guild-díjakkal jutalmazták. Rachel népszerű popkulturális jelenséggé vált, az amerikai televíziózás történetének egyik legjobb női karaktereként tartják számon. A Jóbarátok után Aniston számos filmdrámában, vígjátékban és romantikus filmben főszerepelt. Bevételi szempontból legsikeresebb filmjei közt található A minden6ó (2003), a Szakíts, ha bírsz (2006), a Marley meg én (2008), a Kellékfeleség (2011), a Förtelmes főnökök (2011) és a Családi üzelmek (2013). A kritika elismerően nyilatkozott a Hivatali patkányok (1999), a Jóravaló feleség (2002), a Habostorta (2005), a Jóbarátnők (2006) és a Dumplin’ – Így kerek az élet (2018) című filmjeiről. 2019-től az Apple TV+ csatorna The Morning Show című televíziós sorozatának producere és főszereplője, mellyel ismét Screen Actors Guild-díjat nyert.
Aniston felkerült számos magazin világ legszebb nőit tartalmazó listájára. 2012-ben csillagot kapott a hollywoodi hírességek sétányán. Társalapítója a 2008-ban megalapított Echo Films nevű filmgyártó cégnek.  Párkapcsolata és házassága Brad Pitt-tel, majd válásuk a bulvársajtó közkedvelt témája volt. Második házasságát Justin Theroux színésszel kötötte 2015-ben, de ez a kapcsolat is véget ért.

## Pályája

### Nehéz kezdetek
A színésznő az 1990-ben forgatott Hogyan töltöttem a nyaram (How I spent my summer) című filmben debütált, majd a rövid életű Molloy című sorozatban szerepelt.
Következő sorozata, a Ferris Bueller is hamar megbukott, mindössze négy epizód került adásba.
Ezek után kisebb vendégszerepeket kapott olyan sorozatokban, mint a Quantum Leap (Quantum Leap – Az időutazó), a Herman's Head, vagy a Burke's Law (Burke törvénye).
1993-ban a Sunday Funnies (Mókás vasárnapok) című tévéshow-ban szerepelt, majd a Mark Jones által rendezett Leprechaun című horror-vígjátékában volt látható, mint Tory Reding.

### Beérkezés
1994-ben részt vett a Jóbarátok meghallgatásán. Eredetileg Monica Geller szerepére jelentkezett, de Rachel szerepével jobban tudott azonosulni. A sorozat hatalmas siker lett, 10 évad készült belőle. A szereplők közül Jennifer lett a legnépszerűbb, frizuráját tömegek utánozták. Öt Emmy-díjra jelölték, és az utolsó két évadért egymillió dollárt kapott epizódonként, ezzel be is került a 2005-ös Guinness Rekordok Könyvébe.

### Pályája csúcsán
Legnagyobb sikerei[forrás?] a 2003-as A minden6ó – melyben Jim Carrey partnereként volt látható – és a 2004-es Derült égből Polly, amelyben Ben Stillerrel szerepelt.
Két 2005-ös filmjéről, a Kisiklottakról, valamint az Azt beszélikről a kritikusok jó véleménnyel voltak, és nagy bevételt is hoztak a filmkészítőknek.
2006-ban újabb két filmet forgatott. A Jóbarátnők egy kis költségvetésű film, melyet a Cannes-i filmfesztiválon mutattak be. A Szakíts, ha bírsz pedig egy újabb hatalmas sikerű film, melyet akkori párjával, Vince Vaughnnal együtt készítettek.

## Magánélete
Aniston korábban Adam Duritz, John Mayer zenésznek, majd Paul Rudd és Tate Donovan színészeknek volt a párja. Magánélete akkor került a figyelem középpontjába, amikor összejött Brad Pitt-tel. Ezt a kapcsolatot a sajtó nagy érdeklődéssel figyelte. 2000. július 29-én összeházasodtak, pazar lakodalmat tartottak Malibun. Később 2005. január 7-én a házaspár külön költözött, majd 2005. március 25-én a színésznő beadta a válókeresetet. A válást 2005. október 2-án mondta ki a bíróság.
A bulvársajtó szerint a válás igazi oka, hogy Aniston nem akart gyereket szülni Pittnek. Aniston ezt tagadta.
Brad Pitt után a színésznő Vince Vaughnnal jött össze. 2006 decemberében szakítottak.
2011 májusában Aniston kapcsolatot kezdett Justin Theroux forgatókönyvíróval és színésszel. Aniston eladta a Beverly Hills-i apartmanját 2011 júliusában 38 millió dollárért, majd bérelt egy kéthálószobás lakást Hollywood Hills-en.
2012 augusztusában eljegyezte Justin Theroux, így 2013-ban már a közösen vásárolt házát újította fel.
2015. augusztus 5-én, Justin Theroux 44. születésnapjára rendezett ünnepségen, egy meglepetés esküvő keretében, házasságot kötött jegyesével.
Courteney Cox nemcsak kollégája, de – a Jóbarátok 10 éve alatt – a barátja is lett Anistonnak. 2007-ben meghívta új sorozatába (Dirt) egy vendégszerepre, melyben Cox riválisát játszhatta. Mindemellett Aniston a keresztanyja Courteney-ék gyermekének, Cocónak.

## Filmográfia

### Film
(Vezető) filmproducer
| Év   | Magyar cím                           | Eredeti cím                 | Szerep                             | Magyar hang    | Rendező                       |
| ---- | ------------------------------------ | --------------------------- | ---------------------------------- | -------------- | ----------------------------- |
| 1988 | Mac, a földönkívüli barát            | Mac and Me                  | táncos a McDonald's-ban (cameo)    |                | Stewart Raffill               |
| 1993 | Gyilkos kobold                       | Leprechaun                  | Tory Reding                        | Kocsis Judit   | Mark Jones                    |
| 1993 | Gyilkos kobold                       | Leprechaun                  | Tory Reding                        | Kökényessy Ági | Mark Jones                    |
| 1996 | Ő az igazi                           | She's the One               | Renee Fitzpatrick                  | Kökényessy Ági | Edward Burns                  |
| 1996 | Álmatlanságaim hercege               | Dream for an Insomniac      | Allison                            | Kökényessy Ági | Tiffanie DeBartolo            |
| 1997 | Amíg te voltál (Időszámításom előtt) | Till There Was You          | Debbie                             | Zakariás Éva   | Scott Winant                  |
| 1997 | Mint-a-kép                           | Picture Perfect             | Kate Mosley                        | Kiss Virág     | Glenn Gordon Caron            |
| 1998 |                                      | The Thin Pink Line          | Clove                              |                | Joe Dietl                     |
| 1998 | Vágyaim netovábbja                   | The Object of My Affection  | Nina Borowski                      | Kökényessy Ági | Nicholas Hytner               |
| 1999 | Hivatali patkányok                   | Office Space                | Joanna                             | Kökényessy Ági | Mike Judge                    |
| 1999 | Szuper haver                         | The Iron Giant              | Annie Hughes (hangja)              | Orosz Anna     | Brad Bird                     |
| 2001 | Rocksztár                            | Rock Star                   | Emily Poule                        | Haumann Petra  | Stephen Herek                 |
| 2002 | Jóravaló feleség                     | The Good Girl               | Justine Last                       | Roatis Andrea  | Miguel Arteta                 |
| 2003 | A minden6ó                           | Bruce Almighty              | Grace Connelly                     | Kökényessy Ági | Tom Shadyac                   |
| 2004 | Derült égből Polly                   | Along Came Polly            | Polly Prince                       | Kökényessy Ági | John Hamburg                  |
| 2005 | Kisiklottak                          | Derailed                    | Lucinda Harris / Jane              | Kökényessy Ági | Mikael Håfström               |
| 2005 | Azt beszélik                         | Rumor Has It                | Sarah Huttinger                    | Kökényessy Ági | Rob Reiner                    |
| 2006 | Jóbarátnők                           | Friends with Money          | Olivia                             | Kökényessy Ági | Nicole Holofcener             |
| 2006 | Szakíts, ha bírsz                    | The Break-Up                | Brooke Meyers                      | Kökényessy Ági | Peyton Reed                   |
| 2008 | Marley meg én                        | Marley & Me                 | Jenny Grogan                       | Kökényessy Ági | David Frankel                 |
| 2008 | A lekoptathatatlan                   | Management                  | Sue Claussen                       | Kökényessy Ági | Stephen Belber                |
| 2009 | Nem kellesz eléggé                   | He's Just Not That into You | Beth Murphy                        | Kökényessy Ági | Ken Kwapis                    |
| 2009 | Derült égből szerelem                | Love Happens                | Eloise Chandler                    | Kökényessy Ági | Brandon Camp                  |
| 2010 | Exférj újratöltve                    | The Bounty Hunter           | Nicole Hurley                      | Kökényessy Ági | Andy Tennant                  |
| 2010 | Sejtcserés támadás                   | The Switch                  | Kassie Larson                      | Kökényessy Ági | Will Speck és Josh Gordon     |
| 2011 | Kellékfeleség                        | Just Go with It             | Katherine Murphy / Devlin Maccabee | Kökényessy Ági | Dennis Dugan                  |
| 2011 | Förtelmes főnökök                    | Horrible Bosses             | Dr. Julia Harris                   | Kökényessy Ági | Seth Gordon                   |
| 2012 | Hippi-túra                           | Wanderlust                  | Linda Gergenblatt                  | Kökényessy Ági | David Wain                    |
| 2013 | Családi üzelmek                      | We're the Millers           | Sarah "Rose" O'Reilly              | Kökényessy Ági | Rawson Marshall Thurber       |
| 2013 | Született bűnözők                    | Life of Crime               | Margaret "Mickey" Dawson           | Kökényessy Ági | Daniel Schechter              |
| 2014 | Förtelmes főnökök 2.                 | Horrible Bosses 2           | Dr. Julia Harris                   | Kökényessy Ági | Sean Anders                   |
| 2014 | Megőrjít a csaj                      | She's Funny That Way        | Jane Claremont                     | Kökényessy Ági | Peter Bogdanovich             |
| 2014 | Boldogság bármi áron                 | Cake                        | Claire Simmons                     | Kökényessy Ági | Daniel Barnz                  |
| 2016 | Anyák napja                          | Mother's Day                | Sandy Newhouse                     | Kökényessy Ági | Garry Marshall                |
| 2016 | Gólyák                               | Storks                      | Sarah Gardner (hangja)             | Kökényessy Ági | Nicholas Stoller              |
| 2016 | Gólyák                               | Storks                      | Sarah Gardner (hangja)             | Kökényessy Ági | Doug Sweetland                |
| 2016 | Hivatali karácsony                   | Office Christmas Party      | Carol Vanstone                     | Kökényessy Ági | Will Speck és Josh Gordon (2) |
| 2017 | Sivatagi madarak                     | The Yellow Birds            | Maureen Murphy                     | Kökényessy Ági | Alexandre Moors               |
| 2018 | Dumplin’ – Így kerek az élet         | Dumplin’                    | Rosie Dickson                      | Kökényessy Ági | Anne Fletcher                 |
| 2019 | Gyagyás gyilkosság                   | Murder Mystery              | Audrey Spitz                       | Kökényessy Ági | Kyle Newacheck                |
| 2023 | Gyagyás gyilkosság 2.                | Murder Mystery 2            | Audrey Spitz                       | Kökényessy Ági | Jeremy Garelick               |

Rövid- és dokumentumfilmek
| Év   | Eredeti cím          | Szerep       | Megjegyzések                    |
| ---- | -------------------- | ------------ | ------------------------------- |
| 1998 | Waiting for Woody    | önmaga       | rövidfilm                       |
| 2006 | Room 10              | nem szerepel | rövidfilm (rendező)             |
| 2008 | Burma: It Can't Wait | nem szerepel | rövidfilm (rendező és producer) |
| 2012 | $ellebrity           | önmaga       | dokumentumfilm                  |
| 2014 | Journey to Sundance  | önmaga       | dokumentumfilm                  |
| 2015 | Unity                | narrátor     | dokumentumfilm                  |

### Televízió
| Év        | Magyar cím                  | Eredeti cím                | Szerep                             | Megjegyzések                                                |
| --------- | --------------------------- | -------------------------- | ---------------------------------- | ----------------------------------------------------------- |
| 1990      |                             | Molloy                     | Courtney Walker                    | állandó szereplő (7 epizód)                                 |
| 1990      | Hogyan töltöttem a nyaram   | Camp Cucamonga             | Ava Schector                       | tévéfilm                                                    |
| 1990–1991 | Ferris Bueller              | Ferris Bueller             | Jeannie Bueller                    | állandó szereplő (13 epizód)                                |
| 1992      | Quantum Leap – Az időutazó  | Quantum Leap               | Kiki Wilson                        | - 1 epizód - magyar hangja: - Bogdányi Titanilla            |
| 1992–1993 |                             | The Edge                   | több szereplő                      | állandó szereplő (20 epizód)                                |
| 1992–1993 |                             | Herman's Head              | Suzie Brooks                       | 2 epizód                                                    |
| 1993      |                             | Sunday Funnies             | több szereplő                      | tévéfilm                                                    |
| 1994      |                             | Muddling Through           | Madeline Drego Cooper              | állandó szereplő (10 epizód)                                |
| 1994      |                             | Burke's Law                | Linda Campbell                     | 1 epizód                                                    |
| 1994–2004 | Jóbarátok                   | Friends                    | Rachel Green                       | - főszereplő (236 epizód) - magyar hangja: - Kökényessy Ági |
| 1995      |                             | The Larry Sanders Show     | önmaga                             | 1 epizód                                                    |
| 1995–2016 | Saturday Night Live         | Saturday Night Live        | önmaga (házigazda / cameo)         | 4 epizód                                                    |
| 1996      |                             | Partners                   | Suzanne                            | 1 epizód                                                    |
| 1998      | Herkules                    | Hercules                   | Galatea (hangja)                   | 1 epizód                                                    |
| 1999      | South Park                  | South Park                 | Mrs. Stevens (hangja)              | - 1 epizód (Az őserdőben) - magyar hangja: - Náray Erika    |
| 2003      | Texas királyai              | King of the Hill           | Pepperoni Sue / Stephanie (hangja) | 1 epizód                                                    |
| 2007      | Dirt: A hetilap             | Dirt                       | Tina Harrod                        | - 1 epizód - magyar hangja: - Kökényessy Ági                |
| 2008      | A stúdió                    | 30 Rock                    | Claire Harper                      | - 1 epizód - magyar hangja: - Kökényessy Ági                |
| 2010      | Született szinglik          | Cougar Town                | Glenn                              | - 1 epizód - magyar hangja: - Kökényessy Ági                |
| 2011      | Küzdelem a rákkal           | Five                       | nem szerepel                       | - tévéfilm - vezető producer és rendező                     |
| 2012      | Égető szerelem              | Burning Love               | Dana                               | - websorozat (2 epizód) - magyar hangja: - Kökényessy Ági   |
| 2013      | Öt történet az elmezavarról | Call Me Crazy: A Five Film | nem szerepel                       | tévéfilm (vezető producer)                                  |
| 2017      |                             | The Gong Show              | önmaga                             | 1 epizód                                                    |
| 2019–     | The Morning Show            | The Morning Show           | Alex Levy                          | főszereplő és vezető producer                               |
| 2020      |                             | The Ellen DeGeneres Show   | önmaga (meghívott házigazda)       | 1 epizód                                                    |
| 2020      | Jóbarátok: Újra együtt      | Friends: The Reunion       | Rachel Green                       | HBO Max különkiadás                                         |

## Fontosabb díjak és jelölések

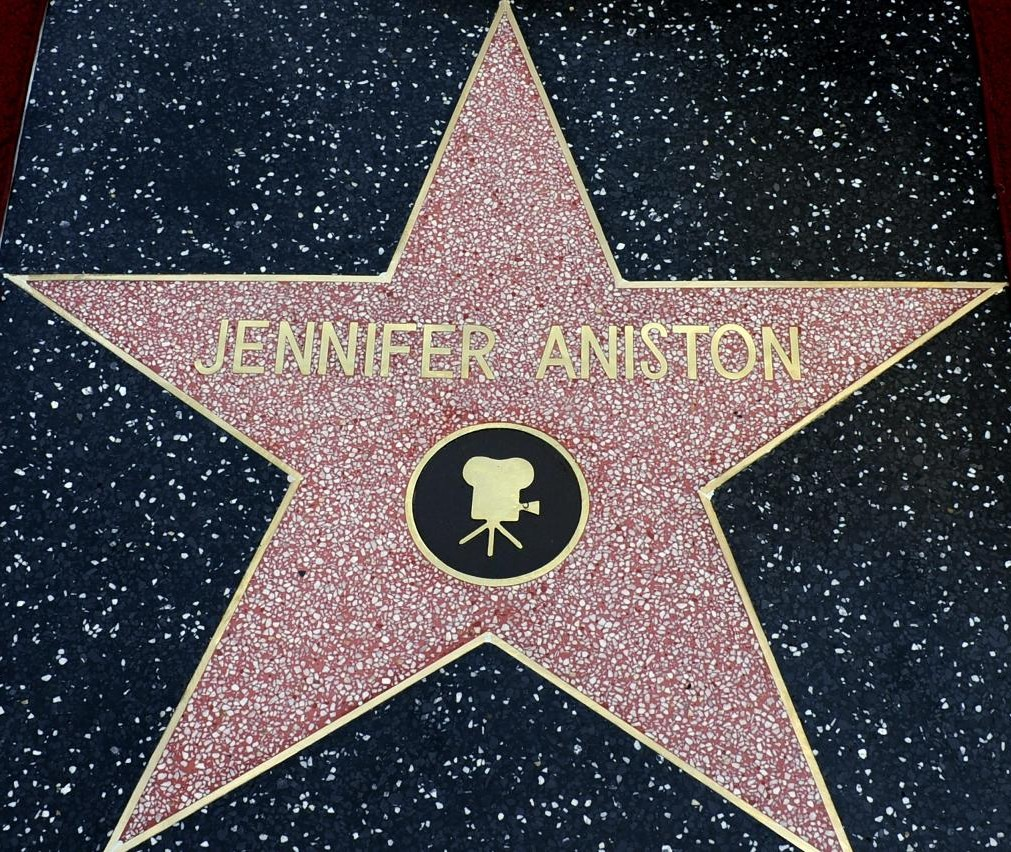
Csillaga a Hollywoodi hírességek sétányán

- 2003 – Golden Globe-díj – a legjobb színésznő vígjáték tv-sorozatban – Jóbarátok
- 2002 -Emmy-díj – a legjobb színésznő vígjáték sorozatban – Jóbarátok
- 2011 – Arany Málna díj jelölés – a legrosszabb színésznő – Exférj újratöltve
- 2011 – Arany Málna díj jelölés – a legrosszabb páros – Exférj újratöltve
- 2004 – Emmy-díj jelölés – a legjobb színésznő vígjáték sorozatban – Jóbarátok
- 2003 – Emmy-díj jelölés – a legjobb színésznő vígjáték sorozatban – Jóbarátok
- 2002 – Golden Globe-díj jelölés – a legjobb női epizódszereplő tv-filmben – Jóbarátok
- 2001 – Emmy-díj jelölés – a legjobb női epizódszereplő vígjáték sorozat – Jóbarátok
- 2000 – Emmy-díj jelölés – a legjobb női epizódszereplő vígjáték sorozat – Jóbarátok
- 1997 – Arany Málna díj jelölés – a legrosszabb új sztár

## Érdekességek
- A Gyilkos kobold filmje régebben megjelent VHS-en (és csak ott), A törpe bosszúja címmel ahol Aniston magyar hangja Kocsis Judit. A televíziók mindig Gyilkos kobold címmel adják, Kökényessy Ági hangjával.
- Kisiklottak filmje eltér a többitől, mind műfajban és karakterben is. Ez egy thriller, ahol negatív szerepet alakít.
- Kellékfeleség című filmjével minden eddigi rekordját megdöntötte, fizetésben és népszerűségben is. Tehát ezért kapta a legtöbb pénzt, és ez a legnépszerűbb filmje is a karrierjében eddig.
- 2010-ben megjelent első saját illata: Jennifer Aniston by Jennifer Aniston parfüm.[17]
- 2014-ben megjelent második saját illata: J by Jennifer Aniston parfüm.

## Fizetés
| Jóbarátok  | Jóbarátok         |
| Évad       | Összeg            |
| ---------- | ----------------- |
| Első       | $22,500/epizód    |
| Második    | $38,000/epizód    |
| Harmadik   | $75,000/epizód    |
| Negyedik   | $85,000/epizód    |
| Ötödik     | $100,000/epizód   |
| Hatodik    | $125,000/epizód   |
| Hetedik    | $750,000/epizód   |
| Nyolcadik  | $750,000/epizód   |
| Kilencedik | $1,000,000/epizód |
| Tizedik    | $1,000,000/epizód |

| Film | Film               | Film        |
| Év   | Cím                | Összeg      |
| ---- | ------------------ | ----------- |
| 1997 | Mint-a-kép         | $2,000,000  |
| 2001 | Rocksztár          | $3,000,000  |
| 2004 | Derült égből Polly | $5,000,000  |
| 2005 | Azt beszélik...    | $8,000,000  |
| 2006 | Szakíts, ha bírsz  | $8,000,000  |
| 2008 | Marley meg én      | $8,000,000  |
| 2010 | Exférj újratöltve  | $8,000,000  |
| 2010 | Sejtcserés támadás | $8,000,000  |
| 2011 | Kellékfeleség      | $10,000,000 |
| 2011 | Förtelmes főnökök  | $6,000,000  |
| 2011 | Wanderlust         | $8,000,000  |

## Fordítás
- Ez a szócikk részben vagy egészben  a   Jennifer Aniston című angol Wikipédia-szócikk fordításán alapul.  Az eredeti cikk szerkesztőit annak laptörténete sorolja fel. Ez a jelzés csupán a megfogalmazás eredetét és a szerzői jogokat jelzi, nem szolgál a cikkben szereplő információk forrásmegjelöléseként.